# Trans (음반)
| 전문가 평가       | 전문가 평가 |
| 평가 점수         | 평가 점수   |
| 출처              | 점수        |
| ----------------- | ----------- |
| AllMusic          | [ 2 ]       |
| Pitchfork         | 7.8/10      |
| Rolling Stone     | [ 3 ]       |
| The Village Voice | A–          |

《Trans》는 1982년 12월 29일에 발매된 캐나다의 음악가이자 싱어송라이터 닐 영의 열두 번째 스튜디오 음반이다. 1980년대 게펀 레코드에 녹음되어 발매된 이 곡의 전자 사운드는 9곡 중 6곡에서 눈에 띄게 젠하이저 보코더 VSM201 기능을 처음 발매했을 때 많은 팬들을 당황하게 했다.

## 배경
1982년 영은 1968년 데뷔 음반 이후 그의 음반사인 리프리즈 레코드를 떠나 크로스비, 스틸스, 내시 & 영의 매니저로 함께 일했던 데이비드 게펀이 설립한 음반사와 계약을 맺었다. 영의 계약은 그에게 음반당 100만 달러를 보장했을 뿐만 아니라 그의 생산량에 대한 완전한 창조적 통제권을 보장했다.
1980년 후반부터 1982년 중반까지 영은 뇌성마비로 태어나 말을 못하는 어린 아들 벤을 위한 치료 프로그램을 수행하는데 많은 시간을 보냈다. 닐은 그 당시 거의 아무에게도 그가 그렇게 하고 있거나 이전 음반 《Re·ac·tor》와 이번 음반에 수록된 곡들의 반복적인 성격이 벤과 함께 공연했던 연습과 관련이 있다고 밝혔다. 1981년 말, 《Re·ac·tor》의 후속작으로서 《Trans》에 대한 작업이 시작되었다. 그러나 영은 그가 구입한 싱클라비어와 보코더라는 두 개의 새로운 기계를 가지고 놀기 시작했다. 크레이지 호스의 기타리스트 프랭크 삼페드로는 "우리가 알게 된 다음, 닐은 우리의 모든 음악을 벗기고, 이 모든 것, 보코더, 이상한 시퀀싱, 그리고 그 위에 신스 똥을 얹었다"고 회상했다.

## 곡 목록
모든 곡들은 닐 영에 의해 작사/작곡하였다.
| #  | 제목                                 | 재생 시간 |
| -- | ------------------------------------ | --------- |
| 1. | 〈Little Thing Called Love〉         | 3:13      |
| 2. | 〈Computer Age〉                     | 5:24      |
| 3. | 〈We R in Control〉                  | 3:31      |
| 4. | 〈Transformer Man〉                  | 3:23      |
| 5. | 〈Computer Cowboy (AKA Syscrusher)〉 | 4:13      |

| #  | 제목                                      | 재생 시간 |
| -- | ----------------------------------------- | --------- |
| 1. | 〈Hold On to Your Love〉                  | 3:28      |
| 2. | 〈Sample and Hold (CD 버전의 경우 8:03)〉 | 5:09      |
| 3. | 〈Mr. Soul〉                              | 3:19      |
| 4. | 〈Like an Inca (CD 버전의 경우 9:46)〉    | 8:08      |